# Royal Rumble (2017)
Royal Rumble (2017) foi o 30º evento anual pay-per-view Royal Rumble de luta profissional e transmissão ao vivo produzido pela WWE. Foi realizado para lutadores das divisões de marca Raw e SmackDown da promoção. O evento aconteceu em 29 de janeiro de 2017, no Alamodome em San Antonio, Texas. Este foi o segundo Royal Rumble a ser realizado no Alamodome, depois de 1997, e o quarto a ser realizado no estado do Texas, após os eventos de 1989, 1997 e 2007.
Tradicionalmente, o vencedor do Royal Rumble recebe uma luta pelo campeonato mundial na WrestleMania daquele ano. No entanto, devido à divisão da marca que foi reintroduzida em julho de 2016, o vencedor recebeu uma luta pelo campeonato mundial de sua respectiva marca na WrestleMania 33, seja o Campeonato Universal da WWE do Raw ou o Campeonato da WWE do SmackDown. O evento principal foi a luta Royal Rumble de 2017, que foi vencida por Randy Orton do SmackDown, que eliminou Roman Reigns do Raw. Isso fez de Orton o sétimo vencedor múltiplo do Rumble.
Sete outras lutas foram disputadas no evento, incluindo três no pré-show. Uma das lutas mais notáveis viu John Cena derrotar AJ Styles para capturar seu recorde de 13º Campeonato da WWE e seu 16º campeonato mundial geral, empatando o recorde oficial de Ric Flair. Também na eliminatória, Kevin Owens reteve o Campeonato Universal contra Roman Reigns em uma luta sem desqualificação, Charlotte Flair reteve o Campeonato Feminino do Raw contra Bayley, e Neville derrotou Rich Swann para ganhar o Campeonato Cruiserweight do Raw.
Foi também a última vez que apenas o Royal Rumble masculino ocorreu, já que o Royal Rumble feminino foi introduzido no ano seguinte.

## Produção

### Introdução
O Royal Rumble é um evento anual pay-per-view (PPV) e WWE Network, produzido todo mês de janeiro pela WWE desde 1988. É um dos quatro pay-per-views originais da promoção, junto com WrestleMania, SummerSlam e Survivor Series, apelidado de "Quatro Grandes". É nomeado após a partida Royal Rumble, uma batalha real modificada na qual os participantes entram em intervalos cronometrados, em vez de todos começarem no ringue ao mesmo tempo. O evento de 2017 foi o 30º na cronologia do Royal Rumble e estava programado para ser realizado em 29 de janeiro de 2017, no Alamodome em San Antonio, Texas. Foi o primeiro Royal Rumble a ocorrer sob a segunda extensão de marca introduzida em julho de 2016, que dividiu a lista entre as marcas Raw e SmackDown, onde os lutadores foram designados exclusivamente para se apresentar, portanto, o evento de 2017 incluiu lutadores de ambas as marcas.
A luta Royal Rumble geralmente apresenta 30 lutadores e o vencedor tradicionalmente ganha uma luta pelo campeonato mundial na WrestleMania daquele ano. Como resultado da reintrodução da extensão da marca, o vencedor da luta Royal Rumble de 2017 ganhou uma luta pelo título de sua marca na WrestleMania 33, seja o Campeonato Universal da WWE do Raw ou o Campeonato da WWE do SmackDown. Isso o tornou o primeiro Royal Rumble a apresentar o Campeonato Universal, após sua introdução no Raw em julho de 2016, depois que o Campeonato Mundial dos Pesos Pesados da WWE se tornou exclusivo do SmackDown e foi renomeado para o Campeonato da WWE. Esta foi posteriormente também a primeira vez em que dois campeonatos mundiais foram elegíveis para serem desafiados pelo vencedor da partida titular desde o evento de 2013.

### Rivalidades
O card contou com oito lutas, incluindo três no pré-show. As lutas resultaram de histórias roteirizadas, onde os lutadores retratavam heróis, vilões ou personagens menos distinguíveis em eventos roteirizados que criavam tensão e culminavam em uma luta ou série de lutas, com resultados predeterminados pelos escritores da WWE nas marcas Raw e SmackDown. As histórias foram produzidas nos programas de televisão semanais da WWE, Monday Night Raw, SmackDown Live, e 205 Live, o último do quals é exclusivo do cruiserweight.
Depois de derrotar Brock Lesnar no Survivor Series em sua primeira luta em 12 anos, Goldberg se declarou o primeiro participante da luta Royal Rumble em 21 de novembro de 2016 no Raw. Na semana seguinte, o empresário de Lesnar, Paul Heyman, afirmou que Lesnar também competiria no Royal Rumble, pois "tem algo a provar", tendo sido "humilhado" por Goldberg. Nas semanas seguintes, The New Day (Big E, Kofi Kingston e Xavier Woods), Chris Jericho, Braun Strowman, Baron Corbin, The Undertaker, Campeão Intercontinental Dean Ambrose, The Miz, Dolph Ziggler, e os Campeões de Duplas do Raw Cesaro e Sheamus anunciaram sua participação na luta. No episódio do Raw de 16 de janeiro de 2017, Titus O'Neil desafiou The New Day por um de seus lugares. Big E aceitou o desafio e derrotou O'Neil. Bray Wyatt, Randy Orton, Luke Harper,[26] e Big Show[27] também se anunciaram como participantes do Royal Rumble. Seth Rollins confirmou sua entrada via Twitter em 9 de janeiro, mas perdeu seu lugar para Sami Zayn no Raw de 23 de janeiro, após uma distração pela música de Triple H. Mais tarde naquela noite, Big Cass e Rusev anunciaram sua participação na luta.[29] No episódio de 24 de janeiro do SmackDown, Mojo Rawley venceu uma batalha real de 10 homens para se qualificar para a luta.[30] As oito vagas restantes foram reveladas no evento durante a partida.

## Antes do evento

### Contexto e conceito
Royal Rumble teve combates de luta livre profissional de diferentes lutadores com rivalidades e histórias pré-determinadas que se desenvolverão no Raw e SmackDown — programas de televisão da WWE, tal como nos programas transmitidos pelo WWE Network – 205 Live e Main Event. Os lutadores interpretaram um vilão ou um mocinho seguindo uma série de eventos para gerar tensão, culminando em várias lutas.
A luta característica do evento - a homônima Royal Rumble - dará ao vencedor uma chance por um dos títulos mundiais da WWE: o Campeonato da WWE e Campeonato Universal, no WrestleMania 33. O combate consiste em 30 lutadores, entrando no ringue em intervalos de tempo pré-determinados. A luta acaba quando, após os 30 lutadores tiverem entrado no ringue, 29 tenham sido eliminados. A eliminação ocorre quando um lutador é jogado do ringue por cima da corda mais alta, com os dois pés tocando o chão. O último lutador no ringue é declarado o vencedor. Em 2015, a luta aconteceu pela vigésima oitava vez, com o combate de 2011 tendo sido disputado por 40 lutadores e o de 1988, por 20. Todos os restantes tiveram 30 participantes.
Depois de derrotar Brock Lesnar no Survivor Series de 2016, Goldberg declarou-se como o primeiro participante do Royal Rumble no Raw 21 de novembro. Na semana seguinte, o gerente de Lesnar, Paul Heyman, anunciou seu cliente como o segundo participante do combate.

### Rivalidades
No Roadblock: End of the Line, Kevin Owens manteve o Campeonato Universal contra o campeão dos Estados Unidos Roman Reigns depois de Chris Jericho atacar Owens para dar a ele a vitória por desqualificação. Após o combate, Seth Rollins, que havia derrotado Jericho mais cedo naquele evento, apareceu e atacou os dois com a ajuda de Reigns. No Raw da noite seguinte, Owens e Jericho comemoraram a vitória e o fortalecimento de sua amizade. No entanto, o gerente geral Mick Foley apareceu em seguida e marcou uma revanche entre Owens e Reigns pelo Campeonato da Universal no Royal Rumble, com Jericho suspenso acima do ringue dentro de uma jaula de tubarão. Antes disso, no Raw de 9 de janeiro de 2017 Reigns perdeu o Campeonato dos Estados Unidos para Jericho em uma luta 2-contra-1 também envolvendo Owens. Posteriormente o combate foi transformado em uma luta sem desqualificações.
No SmackDown de 27 de dezembro, o retornado John Cena desafiou o vencedor de uma luta triple threat entre AJ Styles, Dolph Ziggler e Baron Corbin para um combate pelo Campeonato da WWE no Royal Rumble. Styles, o detentor do cinturão, venceu a luta e depois disso os dois apertaram as mãos.
No Raw de 19 de dezembro, enquanto a campeã feminina do Raw Charlotte Flair se declarava como a maior lutadora de todos os tempos, ela foi interrompida por Bayley, que lembrou-a de ter vencido ela duas vezes. As duas se enfrentaram naquela e Bayley venceu. No entanto, repetições mostraram que Flair tinha tirando seu ombro da lona antes da contagem de três. Na semana seguinte, Flair revelou que os advogados da WWE tinham tirado a vitória de Bayley, mas ela permitiu lutar contra Bayley novamente, desta vez com Dana Brooke como árbitra, que Bayley perdeu depois de uma contagem rápida feita por Brooke. No Raw de 2 de janeiro de 2017 Bayley derrotou Nia Jax para ganhar o direito de enfrentar Charlotte pelo título no Royal Rumble.
Após Rich Swann defender o Campeonato dos Pesos-Médios no Roadblock: End of the Line, ele foi atacado por Neville, que se tornou em um vilão no processo. Na noite seguinte, Neville afirmou a sua intenção de dominar toda a divisão de pesos-médios, declarando-se como o rei dela. Swann questionou as ações de Neville, mas foi atacado por ele e Brian Kendrick. Após uma série de ataques de Neville a Swann e ao resto da divisão, Swann aceitou enfrentar Neville pelo título no Royal Rumble durante o 205 Live de 10 de janeiro de 2017.
Em rivalidades menores, foi decidido que Sheamus e Cesaro defenderiam o Campeonato de Duplas do Raw contra Luke Gallows e Karl Anderson após o final controverso de uma luta entre as duas equipes no Raw de 16 de janeiro. Também foi marcado uma luta de trios entre Becky Lynch, Nikki Bella e Naomi contra a campeã feminina do SmackDown Alexa Bliss, Mickie James e Natalya e outro combate entre Sasha Banks e Nia Jax. Todos os três foram realizados no pré-show do Royal Rumble.

## Resultados
| Nº                                          | Resultados                                                                      | Estipulações | Tempo   |
| ------------------------------------------- | ------------------------------------------------------------------------------- | --- | ------- |
| Pré- show                                   | Becky Lynch, Nikki Bella e Naomi derrotaram Alexa Bliss, Mickie James e Natalya | Luta de trios | 9:34    |
| Pré- show                                   | Luke Gallows e Karl Anderson derrotaram Cesaro e Sheamus (c)                    | Luta de duplas pelo Campeonato de Duplas do Raw                                                                               | 10:28   |
| Pré- show                                   | Nia Jax derrotou Sasha Banks                                                    | Luta individual | 5:10    |
| 1                                           | Charlotte Flair (c) derrotou Bayley                                             | Luta individual pelo Campeonato Feminino do Raw                                                                               | 13:05   |
| 2                                           | Kevin Owens (c) derrotou Roman Reigns                                           | Luta sem desqualificações pelo Campeonato Universal da WWE com Chris Jericho suspenso acima do ringue em uma jaula de tubarão | 22:55   |
| 3                                           | Neville derrotou Rich Swann (c) por submissão                                   | Luta individual pelo Campeonato dos Pesos-Médios da WWE                                                                       | 10:00   |
| 4                                           | John Cena derrotou AJ Styles (c)                                                | Luta individual pelo Campeonato da WWE                                                                                        | 24:10   |
| 5                                           | Randy Orton venceu ao eliminar por último Roman Reigns                          | Luta Royal Rumble por uma luta por um título mundial no WrestleMania 33                                                       | 1:02:07 |
| (c) – Refere-se aos campeões antes da luta. |                                                                                 | |         |

### Entradas e eliminações da luta Royal Rumble

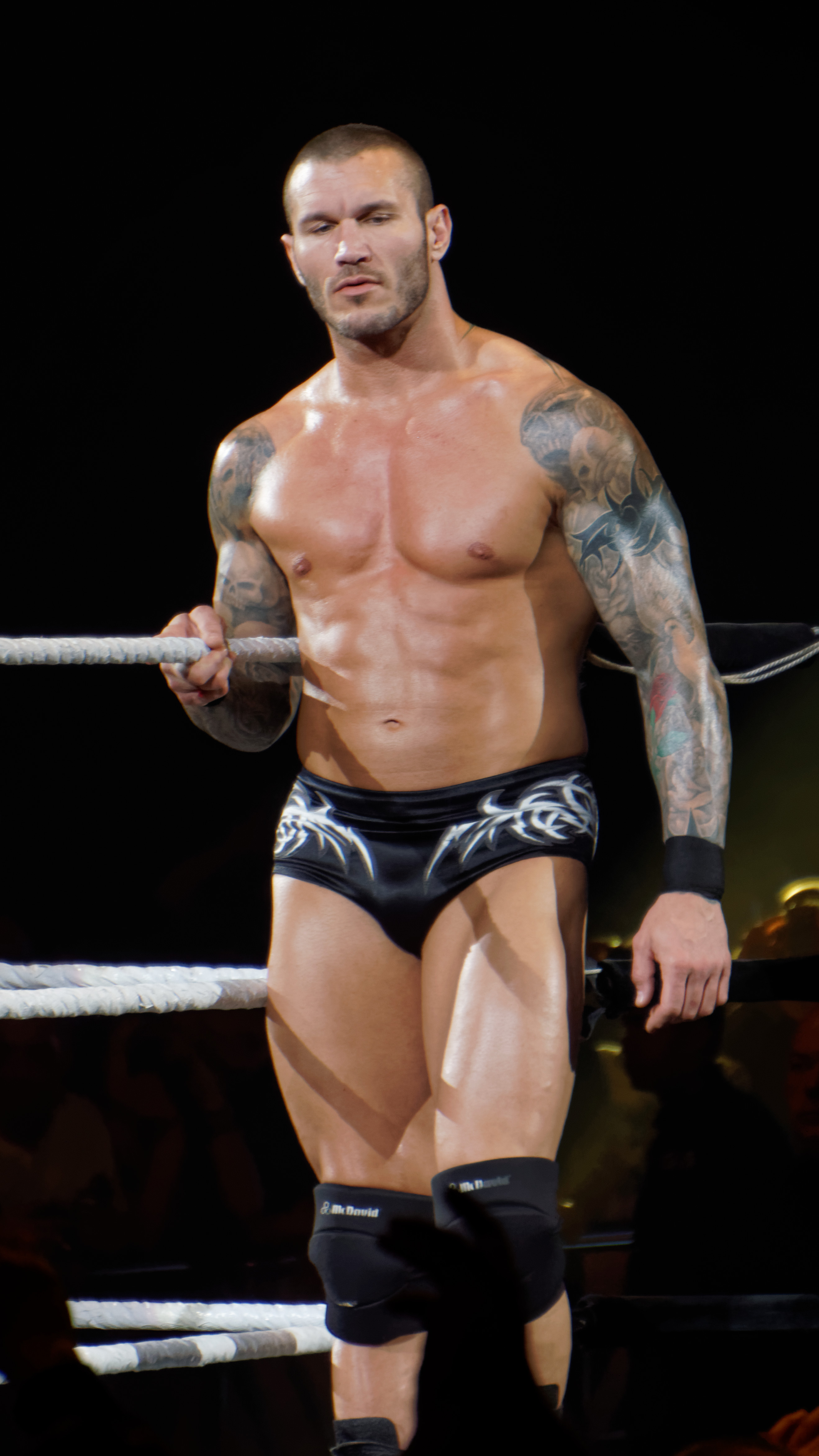
Randy Orton, vencedor da luta Royal Rumble de 2017.

| Símbolo | Significado                      |
| ------- | -------------------------------- |
| †       | Indica o menor tempo.            |
|         | Indica os lutadores do Raw       |
|         | Indica os lutadores do SmackDown |
|         | Indica os lutadores do NXT       |
|         | Indica lutadores sem divisão     |
|         | Indica o vencedor.               |

| Nº | Lutador         | Ordem de eliminação | Eliminado por    | Tempo   | Eliminações |
| -- | --------------- | ------------------- | ---------------- | ------- | ----------- |
| 1  | Big Cass        | 3º                  | Braun Strowman   | 10:01   | 0           |
| 2  | Chris Jericho   | 27º                 | Roman Reigns     | 1:00:13 | 2           |
| 3  | Kalisto         | 4º                  | Braun Strowman   | 8:17    | 0           |
| 4  | Mojo Rawley     | 2º                  | Braun Strowman   | 6:16    | 0           |
| 5  | Jack Gallagher  | 1º                  | Mark Henry       | 3:20    | 0           |
| 6  | Mark Henry      | 5º                  | Braun Strowman   | 3:17    | 1           |
| 7  | Braun Strowman  | 9º                  | Baron Corbin     | 13:11   | 7           |
| 8  | Sami Zayn       | 25º                 | The Undertaker   | 46:55   | 0           |
| 9  | Big Show        | 6º                  | Braun Strowman   | 1:42    | 0           |
| 10 | Tye Dillinger   | 8º                  | Braun Strowman   | 5:27    | 0           |
| 11 | James Ellsworth | 7º                  | Braun Strowman   | 0:15†   | 0           |
| 12 | Dean Ambrose    | 16º                 | Brock Lesnar     | 26:55   | 0           |
| 13 | Baron Corbin    | 21º                 | The Undertaker   | 32:39   | 1           |
| 14 | Kofi Kingston   | 10º                 | Cesaro           | 16:24   | 0           |
| 15 | The Miz         | 24º                 | The Undertaker   | 32:44   | 0           |
| 16 | Sheamus         | 13º                 | Chris Jericho    | 12:13   | 3           |
| 17 | Big E           | 12º                 | Sheamus e Cesaro | 9:46    | 0           |
| 18 | Rusev           | 20º                 | Goldberg         | 22:31   | 0           |
| 19 | Cesaro          | 14º                 | Chris Jericho    | 6:44    | 3           |
| 20 | Xavier Woods    | 11º                 | Sheamus          | 4:47    | 0           |
| 21 | Bray Wyatt      | 28º                 | Roman Reigns     | 24:11   | 0           |
| 22 | Apollo Crews    | 15º                 | Luke Harper      | 5:46    | 0           |
| 23 | Randy Orton     | —                   | Vencedor         | 20:52   | 1           |
| 24 | Dolph Ziggler   | 17º                 | Brock Lesnar     | 4:21    | 0           |
| 25 | Luke Harper     | 22º                 | Goldberg         | 9:56    | 1           |
| 26 | Brock Lesnar    | 19º                 | Goldberg         | 4:30    | 3           |
| 27 | Enzo Amore      | 18º                 | Brock Lesnar     | 0:18    | 0           |
| 28 | Goldberg        | 23º                 | The Undertaker   | 3:21    | 3           |
| 29 | The Undertaker  | 26º                 | Roman Reigns     | 8:46    | 4           |
| 30 | Roman Reigns    | 29º                 | Randy Orton      | 5:05    | 3           |